# Hemse landskommun
Hemse landskommun var en kommun på södra delen av Gotland.

## Administrativ historik
I Hemse socken inrättades denna landskommun när de svenska kommunalförordningarna trädde i kraft 1863. 
Vid kommunreformen 1952 blev den storkommun genom sammanläggning med de tidigare kommunerna Alva, Fardhem, Gerum, Levide, Linde, Lojsta, och Rone. Den utökade kommunen hade 3 990 invånare den 31 december 1951.
Landskommunens gränser ändrades flera gånger (årtal avser den 1 januari det året om inget annat anges):
- 1964 - Till Hemse landskommun och Alva församling överfördes från Havdhems landskommun och Eke församling ett obebott område omfattande en areal av 0,16 kvadratkilometer land.[3]
- 1967 - Från Hemse landskommun och Levide församling överfördes till Klintehamns landskommun och Eksta församling ett obebott område omfattande en areal av 0,04 kvadratkilometer, varav allt land.[4]
- 1967 - Till Hemse landskommun och Alva församling överfördes från Hoburgs landskommun och Vamlingbo församling ett obebott område omfattande en areal av 0,05 kvadratkilometer, varav allt land.[4]

I kommunen inrättades 25 juni 1886 Hemse municipalsamhälle som upplöstes 31 december 1958. 
Den 1 januari 1971 bildades enhetskommunen Gotlands kommun, varvid denna kommun, liksom öns övriga och Gotlands läns landsting, upplöstes. När Hemse landskommun upplöstes hade den 3 503 invånare.
Kommunkoden 1952-1970 var 0910.

### Kyrklig tillhörighet
I kyrkligt hänseende tillhörde landskommunen först Hemse församling. Vid kommunreformen 1 januari 1952 tillkom församlingarna Alva, Fardhem, Gerum, Levide, Linde, Lojsta och Rone.

## Geografi
Hemse landskommun omfattade den 1 januari 1952 en areal av 204,06 km², varav 203,65 km² land.

### Tätorter i kommunen 1960
I Hemse landskommun fanns tätorten Hemse, som hade 887 invånare den 1 november 1960. Tätortsgraden i kommunen var då 24,2 procent.

## Näringsliv
Vid folkräkningen den 31 december 1950 var huvudnäringen för landskommunens (med 1952 års gränser) befolkning uppdelad på följande sätt:
- 52,6 procent av befolkningen levde av jordbruk med binäringar
- 24,3 procent av industri och hantverk
- 8,0 procent av handel
- 5,9 procent av samfärdsel
- 5,3 procent av offentliga tjänster m.m.
- 2,4 procent av husligt arbete
- 1,6 procent av ospecificerad verksamhet.

Av den förvärvsarbetande befolkningen (1 638 personer) jobbade bland annat 51,5 procent med jordbruk med binäringar. 25 av förvärvsarbetarna (1,5 procent) hade sin arbetsplats utanför landskommunen.

## Befolkningsutveckling
Befolkningsutveckling i Hemse landskommun 1870-1960

Stapeln för 1950 avser kommunens gränser efter reformen 1952.

## Politik

### Andrakammarval 1952-1968
Siffrorna är avrundade så summan kan vara en annan än 100.
| Parti          | 1952  | 1956  | 1958  | 1960  | 1964  | 1968  |
| -------------- | ----- | ----- | ----- | ----- | ----- | ----- |
| H              | 9,0   | 10,5  | 11,7  | 11,2  | 11,1  | 10,4  |
| C              | 36,5  | 34,5  | 44,8  | 45,9  | *     | *     |
| F              | 27,5  | 29,4  | 22,8  | 19,3  | *     | *     |
| KDS            | *     | *     | *     | *     | *     | 1,1   |
| MP             | *     | *     | *     | *     | 63,2  | 61,9  |
| S              | 27,0  | 25,0  | 20,7  | 23,2  | 25,7  | 26,5  |
| VPK            | *     | 0,6   | *     | 0,3   | *     | *     |
| Giltiga röster | 1 989 | 1 895 | 1 807 | 1 936 | 1 917 | 2 038 |

### Mandatfördelning i valen 1938-1966
| 8 | 4 | 4 | 4 |

| 20 |

| 7 | 4 | 4 | 5 |

| 19 |

| 7 | 4 | 5 | 4 |

| 19 |

| 9 | 15 | 9 | 2 |

| 33 |

| 9 | 15 | 8 | 3 |

| 33 |

| 7 | 17 | 7 | 4 |

| 32 |

| 9 | 17 | 6 | 3 |

| 31 |

| 8 | 16 | 7 | 4 |

| 31 |